# Listă de politicieni kosovari implicați în scandaluri publice
Aceasta este o listă de politicieni kosovari implicați în scandaluri publice:

## Președinți
- Ibrahim Rugova, fiul acestuia a fost arestat în 2014 de poliția Uniunii Europene, fiind suspectat de crimă organizată și trafic de vize Schengen.[1]